# Francis Ford Coppola
Francis Ford Coppola (Detroit, 7 april 1939) is een Amerikaans regisseur, filmproducent, scenarioschrijver en wijnboer, voornamelijk bekend van films als The Godfather-trilogie en Apocalypse Now. Coppola wordt beschouwd als een van de belangrijkste regisseurs van het New Hollywood uit de jaren zeventig.

## Biografie
Coppola is van Italiaans-Amerikaanse afkomst, de zoon van componist Carmine Coppola en voormalig actrice Italia Pennino. Zijn zus, Talia, werd later onder de naam Talia Shire een bekend actrice. Hij is ook de oom van Nicolas Cage en vader van Sofia Coppola. Coppola werd geboren in Detroit maar groeide op in een buitenwijk van New York. Als kind werd hij getroffen door polio, waardoor hij voor lange periodes aan bed gekluisterd was. Tijdens deze periodes leerde hij poppenspelen en later filmmaken met een 8mm-camera.
Hij studeerde theaterwetenschappen aan Hofstra University, waar hij de teksten en scenario schreef voor enkele schoolmusicals. Daarna volgde Coppola een opleiding aan de UCLA Filmschool in Los Angeles, waar hij klasgenoot was van Doors-zanger Jim Morrison. Aan de UCLA maakte hij in 1961 een goedkope naaktfilm, Tonight for Sure, en schreef hij in 1962 het scenario Pilma Pilma, waarvoor hij een Samuel Goldwyn Award won. Pilma Pilma is echter nooit verfilmd.

### Filmcarrière
Begin jaren zestig begon Coppola een professionele carrière bij B-filmmaker Roger Corman, met wie hij onder meer als scenarist en assistent-regisseur aan goedkoop geproduceerde films werkte. Ook maakte hij een handjevol korte films, waaronder The Bellboy and the Playgirls (1962). Ook kreeg hij bij Corman de kans om zijn eerste lange film te regisseren, de horrorfilm Dementia 13 (1963). Vier jaar later, in 1966 kwam zijn tweede film, You're a Big Boy Now, uit, een komedie over de seksuele ontwikkeling van een jonge man. Deze film gebruikte Coppola als scriptie om de titel Master of Fine Arts te behalen aan de UCLA. De film werd in bioscopen door de gehele Verenigde Staten uitgebracht. In 1966 was hij co-auteur van scenario's voor de films Is Paris Burning? en This Property is Condemned. In 1968 kwam zijn eerste studiofilm uit, de musical Finian's Rainbow voor Warner Bros. Deze film was echter geen succes, net als zijn volgende film, The Rain People (1969).
In 1969 richtte hij samen met George Lucas de kleine, onafhankelijke productiemaatschappij American Zoetrope op in een voormalig pakhuis te San Francisco. De bedoeling was om van de productiemaatschappij een springplank te maken voor jonge regisseurs, maar dat kwam nooit van de grond. Na de eerste film van American Zoetrope, THX-1138 uit 1971 van Lucas, was Coppola bijna bankroet met een schuld van $ 300.000.
De kansen keerden dat jaar. In 1971 won Coppola zijn eerste Oscar voor het scenario van de film Patton. Zijn naam als groot filmmaker werd een jaar later gevestigd, toen The Godfather onder zijn regie uitkwam. Het maffiaepos, gebaseerd op het gelijknamige boek van Mario Puzo, was een kassucces, en gold voor een korte tijd als de bestbezochte film aller tijden. De film won een Academy Award voor Beste Film en Coppola won samen met Puzo een Oscar en een Golden Globe voor het scenario. Zelf kreeg hij de Golden Globe en een nominatie voor de Oscar voor Beste Regisseur. Het succes van de film opende tevens de weg voor andere movie brats, filmregisseurs als Steven Spielberg, George Lucas en Martin Scorsese die net als Coppola van de filmacademie kwamen en die zouden uitgroeien tot de belangrijkste regisseurs van New Hollywood. Tegenwoordig wordt The Godfather gerekend tot de grootste films aller tijden.
Hierna schreef hij het scenario voor de verfilming van F. Scott Fitzgeralds The Great Gatsby en produceerde hij de tweede film en grote doorbraak van George Lucas, American Graffiti. In 1974 werden twee films van hem uitgebracht. De eerste, de intelligente thriller The Conversation, kreeg lovende kritieken en won de Gouden Palm op het Filmfestival van Cannes. Coppola werd voor deze film genomineerd voor twee Oscars, voor Beste Film en Beste Scenario. De tweede film die dat jaar van hem uitkwam was het vervolg op The Godfather, The Godfather Part II. De film won zes Oscars, waarvan drie (Beste Film, Beste Regie en Beste Scenario) voor Coppola. Het was tevens de eerste vervolgfilm die een Academy Award voor Beste Film won. Later in de jaren zeventig zou Coppola de eerste twee Godfather-films samenvoegen voor een chronologisch vertelde televisiespecial, The Godfather Saga.
In 1976 begon hij aan de opnamen van zijn volgende filmproject, een bewerking van Joseph Conrads Heart of Darkness. Coppola verplaatste het verhaal van koloniaal Afrika naar de grens van Cambodja en Vietnam tijdens de Vietnamoorlog en noemde de film Apocalypse Now. Opnames van de film vonden plaats op de Filipijnen. Vanaf het begin van de opnames werd de film geplaagd door catastrofes: logistieke problemen, de hartaanval van hoofdrolspeler Martin Sheen, tyfoons en andere natuurrampen, ziektes, zenuwinzinkingen en een onvoorbereide en veel te zware Marlon Brando. Door de tegenslagen overschreed de film het filmschema en de vastgestelde budget van $ 12 miljoen naar meer dan $ 30 miljoen. De opnames duurden meer dan zestien maanden en de film was uiteindelijk pas na drieënhalf jaar klaar. In 1979 ging de film in première op het filmfestival van Cannes, waar het de Gouden Palm won. De film won eveneens twee Oscars.
Aan het begin van de jaren tachtig ondersteunde hij verscheidene filmprojecten, zoals de productie van Akira Kurosawa's Kagemusha (1980) en de restauratie van het stomme meesterwerk Napoléon (1927) van Abel Gance. Hij keerde pas weer terug naar regisseren in 1982 met de musical One From the Heart. Het was een zeer ambitieuze film, die mede dankzij een enorme set en experimenten met digitale effecten ongeveer 27 miljoen dollar kostte. Deze film was echter zowel bij critici als het publiek geen succes. Ook The Cotton Club uit 1984, een gangsterfilm die zich afspeelt in het Harlem van de jaren twintig, flopte. Deze twee projecten kostten Coppola veel geld. Het betekende het voorlopig einde van Zoetrope, de filmstudio waarin hij verscheidene regisseurs de mogelijkheid gaf om te filmen.
Hij richtte zich in de jaren tachtig meer op kleinschalige films. In 1983 regisseerde hij bijvoorbeeld de twee jeugdfilms The Outsiders en Rumble Fish, naar twee romans van S.E. Hinton. Hierna volgden Peggy Sue Got Married (1986), over een vrouw die door de tijd reist naar haar eigen tienertijd, Gardens of Stone (1987) over de achterblijvers aan het thuisfront ten tijde van de Vietnamoorlog en Tucker: The Man and His Dream (1988), een periodefilm over de autobouwer Preston Tucker.
In 1990 voltooide hij de Godfather-trilogie met The Godfather Part III. De film werd minder enthousiast ontvangen dan de eerdere twee delen en wist nauwelijks winst te maken. Toch kreeg Coppola voor de film Oscarnominaties voor Beste Film en Beste Regisseur. In 1992 regisseerde en produceerde hij Bram Stoker's Dracula, een gestileerde en fantasierijke versie van de klassieke vampierroman. Hierna regisseerde hij dat decennium nog slechts twee films: Jack uit 1996, met Robin Williams als kind in het lichaam van een volwassene, en The Rainmaker uit 1997, naar het gelijknamige boek van John Grisham.
Zijn nieuwste film, Youth Without Youth, werd in 2007 uitgebracht. Het was de eerste door Coppola geregisseerde film in tien jaar.
In 2022 kreeg Coppola een ster op de Hollywood Walk of Fame.

### Andere carrières
Sinds de jaren zeventig is Francis Ford Coppola actief in de wijnbouw en -handel. In 1975 kocht hij samen met zijn vrouw het landgoed van de Finse zeekapitein Gustave Niebaum in Rutherford, Californië (gelegen in de beroemde wijnstreek Napa Valley) en de omliggende wijngaarden. Dat wijngoed heet tegenwoordig de Rubicon Estate Winery. Daarnaast is Coppola ook eigenaar van de Francis Ford Coppola Winery in Geyserville. Coppola produceert ook voedselproducten zoals pasta's en pastasauzen. Veertien jaar lang bezat Coppola samen met Robert De Niro en Robin Williams een eigen restaurant, Rubicon, in San Francisco. Dat restaurant sloot in 2008.
Coppola is de eigenaar van enkele vakantieoorden in de Midden-Amerikaanse landen Guatemala en Belize. Hij is tevens ambassadeur van Belize te San Francisco, alhoewel hij geen staatsburger van Belize is.

### Privéleven
Francis Ford Coppola is sinds 1963 getrouwd met Eleanor Neil Coppola. Eleanor deed de inrichting van de sets van zijn eerste film, Dementia 13. Ze kregen drie kinderen: Gian-Carlo (1963–1986), Roman (1965) en Sofia Coppola (1971).
Dochter Sofia Coppola was als baby te zien in The Godfather en had een grotere rol in The Godfather Part III. Later werd zij ook filmregisseur van o.a. The Virgin Suicides, Lost in Translation en Marie Antoinette. Francis Ford Coppola produceerde de eerste film en was uitvoerend producent voor de andere twee.
Oudste zoon Gian-Carlo "Gio" Coppola kwam op 26 mei 1986 om het leven bij een speedbootongeluk bij Maryland. Jongste zoon Roman Coppola is een videoclipregisseur en filmscenarist.
Ook andere familieleden van Francis Ford Coppola zijn actief in de filmindustrie, en hij werkt regelmatig met ze samen. Zijn vader Carmine componeerde onder andere muziek voor films van zijn zoon, als The Godfather Part II en III, Apocalypse Now en The Outsiders. Zijn zus Talia Shire is actrice, die te zien was in onder andere de Godfather-trilogie en de Rocky-reeks. Ook haar zoon Jason Schwartzman, Francis Ford Coppola's neef, is acteur. Eveneens een neef is acteur Nicolas Cage, geboren Nicholas Kim Coppola, de zoon van zijn broer August Coppola.

## Prijzen

### Filmfestival van Cannes
- 1967:
  - Gouden Palm – You're a Big Boy Now (genomineerd)
- 1974:
  - Gouden Palm – The Conversation (gewonnen)
  - Prijs van de Oecumenische Jury, speciale vermelding – The Conversation (gewonnen)
- 1979:
  - FIPRESCI-Prijs, in competitie – Apocalypse Now (gewonnen)
  - Gouden Palm – Apocalypse Now (gewonnen, gedeeld met Die Blechtrommel)

### Academy Awards
- 1971:
  - Academy Award voor Beste Originele Scenario – Patton (gewonnen)
- 1973:
  - Academy Award voor Beste Bewerkte Scenario – The Godfather (gewonnen, gedeeld met Mario Puzo)
  - Academy Award voor Beste Regisseur – The Godfather (genomineerd)
- 1974:
  - Academy Award voor Beste Film – American Graffiti (genomineerd)
- 1975:
  - Academy Award voor Beste Film – The Godfather Part II (gewonnen, gedeeld met Gray Frederickson en Fred Roos)
  - Academy Award voor Beste Film – The Conversation (genomineerd)
  - Academy Award voor Beste Regisseur – The Godfather Part II (gewonnen)
  - Academy Award voor Beste Originele Scenario – The Conversation (genomineerd)
  - Academy Award voor Beste Bewerkte Scenario – The Godfather Part II (gewonnen, gedeeld met Mario Puzo)
- 1980:
  - Academy Award voor Beste Film – Apocalypse Now (genomineerd)
  - Academy Award voor Beste Regisseur – Apocalypse Now (genomineerd)
  - Academy Award voor Beste Bewerkte Scenario – Apocalypse Now (genomineerd)
- 1991:
  - Academy Award voor Beste Film – The Godfather Part III (genomineerd)
  - Academy Award voor Beste Regisseur – The Godfather Part III (genomineerd)

### Golden Globes
- 1973:
  - Golden Globe voor Beste Filmregisseur – The Godfather (gewonnen)
  - Golden Globe voor Beste Scenario – The Godfather (gewonnen, gedeeld met Mario Puzo)
- 1975:
  - Golden Globe voor Beste Filmregisseur – The Conversation (genomineerd)
  - Golden Globe voor Beste Filmregisseur – The Godfather Part II (genomineerd)
  - Golden Globe voor Beste Scenario – The Conversation (genomineerd)
  - Golden Globe voor Beste Scenario – The Godfather Part II (genomineerd)
- 1980:
  - Golden Globe voor Beste Filmregisseur – Apocalypse Now (gewonnen)
  - Golden Globe voor Beste Filmmuziek – Apocalypse Now (gewonnen, gedeeld met Carmine Coppola)
- 1985:
  - Golden Globe voor Beste Filmregisseur – The Cotton Club (genomineerd)
- 1991:
  - Golden Globe voor Beste Filmregisseur – The Godfather Part III (genomineerd)
  - Golden Globe voor Beste Scenario – The Godfather Part III (genomineerd)

### BAFTA's
- 1975:
  - BAFTA Film Award voor Beste Regie – The Conversation (genomineerd)
  - BAFTA Film Award voor Beste Scenario – The Conversation (genomineerd)
- 1980:
  - BAFTA Film Award voor Beste Regie – Apocalypse Now (gewonnen)
  - Anthony Asquith Award voor Filmmuziek – Apocalypse Now (genomineerd)

### Internationaal filmfestival van Berlijn
- 1991:
  - Berlinale Camera (gewonnen)

### Filmfestival van Venetië
- 1992:
  - Gouden Leeuw voor de gehele carrière (gewonnen)

### Emmy Awards
- 1997:
  - Emmy voor Beste Miniserie - "The Odyssey" (genomineerd)
- 1998:
  - Emmy voor Beste Miniserie - "Moby Dick" (genomineerd)

## Filmografie

### Als regisseur
- Dementia 13 (1963)
- You're a Big Boy Now (1966)
- Finian's Rainbow (1968)
- The Rain People (1969)
- The Godfather (1972)
- The Conversation (1974)
- The Godfather Part II (1974)
- Apocalypse Now (1979)
- One from the Heart (1981)
- The Outsiders (1983)
- Rumble Fish (1983)
- The Cotton Club (1984)
- Peggy Sue Got Married (1986)
- Gardens of Stone (1987)
- Tucker: The Man and His Dream (1988)
- The Godfather Part III (1990)
- Bram Stoker's Dracula (1992)
- Jack (1996)
- The Rainmaker (1997)
- Youth Without Youth (2007)
- Tetro (2009)
- Twixt (2011)
- Megalopolis (2024)

### Als scenarist (selectie)
- Paris brûle-t-il? (1966)
- Patton (1970)
- The Godfather (1972)
- The Great Gatsby (1974)
- The Conversation (1974)
- The Godfather Part II (1974)
- Apocalypse Now (1979)
- Rumble Fish (1983)
- The Godfather Part III (1990)
- The Rainmaker (1997)
- Youth Without Youth (2007)
- Tetro (2009)
- Twixt (2011)
- Distant Vision (2015)

### Als producent (selectie)
- THX 1138 (uitvoerend producent, 1971)
- American Graffiti (1973)
- The Conversation (1974)
- The Godfather Part II (1974)
- Apocalypse Now (1979)
- The Black Stallion (uitvoerend producent, 1979)
- Kagemusha (uitvoerend producent, 1980)
- Koyaanisqatsi (uitvoerend producent, 1982)
- Rumble Fish (uitvoerend producent, 1983)
- The Godfather Part III (1990)
- Bram Stoker's Dracula (1992)
- The Secret Garden (uitvoerend producent, 1993)
- Frankenstein (1994)
- Don Juan DeMarco (1995)
- Jack (1996)
- The Virgin Suicides (1999)
- Sleepy Hollow (uitvoerend producent, 1999)
- Jeepers Creepers (uitvoerend producent, 2001)
- Jeepers Creepers 2 (uitvoerend producent, 2003)
- Lost in Translation (uitvoerend producent, 2003)
- Kinsey (uitvoerend producent, 2004)
- Marie Antoinette (uitvoerend producent, 2006)
- The Good Shepherd (uitvoerend producent, 2006)
- Youth Without Youth (2007)
- Tetro (2009)

### Andere projecten
- Battle Beyond the Sun, 1960 (gehermonteerde buitenlandse film)
- The Bellboy and the Playgirls (1962) (gehermonteerde buitenlandse film)
- Tonight for Sure (1962) (gehermonteerde buitenlandse film)
- Captain EO (1986) (pretpark attractie)
- New York Stories (Anthologiefilm met segment "Life without Zoe", 1989)
- Distant Vision (Vanaf 2015) (Doorlopend project met filmstudenten)